# Randy Orton
Randal Keith Orton (Knoxville, 1º aprile 1980) è un wrestler statunitense sotto contratto con la WWE.
È un wrestler di terza generazione: suo nonno Bob Orton Sr., suo padre Bob Orton Jr. e suo zio Barry Orton sono stati infatti wrestler professionisti tra gli anni cinquanta e duemila; ha anche un fratello, Nathan, che ha avuto una breve carriera nelle arti marziali miste.
Ha vinto dieci volte il WWE Championship, quattro volte il World Heavyweight Championship, due volte il Raw Tag Team Championship (con Riddle) e una volta ciascuno l'Intercontinental Championship, lo United States Championship, il World Tag Team Championship (con Edge) e lo SmackDown Tag Team Championship (con Bray Wyatt e Luke Harper), risultando essere il decimo nella storia ad aver completato il Grande Slam; ha inoltre vinto due volte la Royal Rumble (edizione 2009 e 2017) e una volta il Money in the Bank (edizione 2013). Il 15 agosto 2004, a SummerSlam, è diventato il più giovane campione mondiale nella storia della WWE, avendo vinto il World Heavyweight Championship all'età di 24 anni e 136 giorni battendo Chris Benoit. Detiene inoltre il record di maggior numero di partecipazioni ai pay-per-view nella storia della federazione.

## Carriera

### Circuito indipendente (2000–2001)
Randy Orton ha iniziato a lottare nel 2000 nella Mid-Missouri Wrestling Association-Southern Illinois Conference Wrestling, dove è stato allenato sia dal padre, Bob Orton Jr., che dal nordirlandese Fit Finlay.

### World Wrestling Entertainment (2001–presente)

#### Ohio Valley Wrestling (2001–2002)
Nel 2001 Orton ha firmato un contratto con l'allora World Wrestling Federation, che lo ha mandato a lottare nella federazione satellite Ohio Valley Wrestling con sede a Louisville, dove ha continuato il suo allenamento. Durante il suo periodo in OVW, Orton ha combattuto contro Rico Constantino e The Prototype ed ha formato un team con Bobby Eaton durante un torneo tag team titolato. Orton ha vinto l'OVW Hardcore Championship in due occasioni separate sconfiggendo Mr. Black il 14 febbraio 2001 e Flash Flanagan il 5 maggio dello stesso anno. A causa di un infortunio subito in un match contro Brock Lesnar, Orton è stato costretto ad operarsi e a riprendere a lottare alcuni mesi dopo.

#### Prime apparizioni (2002–2003)
Prima di debuttare a SmackDownǃ, Randy Orton combatté un match a Heat contro Billy Gunn. Il suo debutto in WWE avviene il 25 aprile 2002 a SmackDown!, battendo il veterano Hardcore Holly. Dopo aver sconfitto ancora Holly, Orton viene battuto da Lance Storm nell'edizione del 10 maggio. La settimana seguente fa coppia con Chief Morley, battendo Holly e Storm. Ha combattuto il 5 settembre contro Brock Lesnar per l'Undisputed title ma perdendo. Dopo aver perso ancora contro Test e preso parte ad una Battle Royal vinta da Hulk Hogan e Triple H, a Velocity fa coppia con Mark Henry, perdendo contro Billy Gunn e Chuck Palumbo. Dopo aver avuto poco successo come face nel roster blu, Orton passò al roster di Raw dove lentamente divenne heel. Storici furono i suoi segmenti del "Randy News Network", dove Orton aggiornava i fan circa le condizioni della sua spalla infortunata.

#### The Evolution (2003–2004)

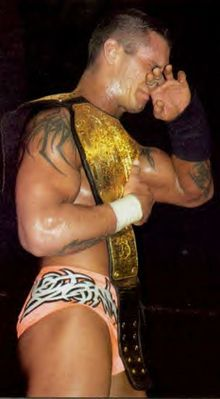
Randy Orton con il World Heavyweight Championsip nel 2004

Dopo alcuni mesi Randy Orton guarì dall'infortunio e quasi subito entrò nella stable dell'Evolution, composta da Triple H, Batista e Ric Flair. La sua popolarità crebbe sempre di più col personaggio del Legend Killer tanto che il 25 agosto sconfigge Maven, dopo averlo colpito con una Sweet Chin Music sotto gli occhi di Shawn Michaels. Pochi giorni prima invece aveva partecipato a un elimination chamber a Summerslam con in palio il titolo dei pasi massimi, venendo eliminato da Goldberg. Al pay-per-view Unforgiven sconfigge Shawn Micheals in un finale controverso. Partecipò alle Survivor Series in un match a eliminazione Team Austin vs. Team Bischoff (di cui Randy faceva parte). Il match fu vinto dal Team Bishoff grazie proprio a Randy Orton che eseguì lo schienamento vincente. Ad Armageddon 2003, sconfiggendo Rob Van Dam, riesce a conquistare l'Intercontinental Championship. Il match era arbitrato da Mick Foley.
Orton apre un 2004 alla grande battendo atleti di alto livello come Chris Jericho. La faida tra l'Evolution e The Rock e Mick Foley prosegue durante la Royal Rumble in quanto Orton entra con il numero 2, mentre Foley col 21 per sostituire l'infortunato Test, ma con il solo fine di eliminare Orton, cosa in cui riesce; al contempo Foley si autoelimina insieme a Orton e la rissa tra i due continua anche al di fuori del ring. Il tutto termina nella magica arena del Madison Square Garden nella quale si svolge WrestleMania XX: il team di Orton, Flair e Batista sconfigge The Rock e Mick Foley, quando Orton schiena Foley dopo la sua mossa finale, la RKO. A Backlash il feud con Mick, nei panni di Cactus Jack, continua con un No Holds Barred Falls Count Anywhere Match valido per il titolo intercontinentale, in cui l'Evolution è bandita e non può interferire. Il match che vede Orton finire sulle puntine, termina in suo favore, dopo una RKO su Barbie, la mazza col filo spinato amata da Foley.
A Bad Blood, Orton batte Shelton Benjamin grazie all'interferenza di Ric Flair, anche se non determinante, e aggrappandosi al suo costume. A Vengeance 2004 il Legend Killer perde la cintura intercontinentale in favore di Edge. Il 26 luglio durante una puntata di Raw riesce a vincere una Battle Royal con in palio uno spot per il World Heavyweight Championship come "Number 1 contender": a SummerSlam 2004, Orton batte Chris Benoit e vince il World Heavyweight Championship, diventando il più giovane campione della storia della WWE.
La sera successiva, nel corso della puntata di Raw, si svolge il rematch contro Chris Benoit; l'Evolution prende posizione contro Orton, attaccandolo dopo averlo aiutato a conservare il titolo. La settimana dopo, sempre a Raw, Triple H chiede ad Orton di consegnargli la cintura, ma Randy si rifiuta e sputa in faccia a HHH. Si consuma quindi il passaggio a face di Randy, che entra nel ring con la nuova theme music Burn in My Light dei Mercy Drive.

#### Faida con Triple H (2004–2005)
Triple H riesce però a conquistare la cintura ad Unforgiven, in un match contornato da numerose scorrettezze. Orton non si dà per vinto e continua la sua faida contro i suoi ex compagni dell'Evolution sconfiggendo Ric Flair a Taboo Tuesday. Nel mese di ottobre perde un match contro Batista la cui stipulazione speciale gli impediva di ottenere un match titolato fino a quando il titolo sarebbe rimasto nelle mani di Triple H. Randy si allea con Maven, Chris Jericho e Chris Benoit con l'obiettivo di sconfiggere il "Team Triple H" a Survivor Series 2004; il match è stato poi vinto dal team di Orton schienando per ultimo Triple H. Grazie alla stipulazione del match, ogni membro del team vincitore è nominato General Manager di Raw per una settimana. Il turno di Orton è quello della settimana del 29 novembre. Numerose sono le decisioni di Orton: un lingerie contest tra le Divas di Raw, un match "leggenda contro leggenda" tra Jerry Lawler e Ric Flair, un match per il World Tag Team Championship e infine una Battle Royal per il titolo di Triple H, trasformata poi in un semplice "N° 1 Contender Match" dal proprietario della WWE Vince McMahon. Il titolo mondiale fu reso vacante il 13 dicembre ed Orton fu scelto come uno dei sei partecipanti all'Elimination Chamber match di New Year's Revolution valido per il titolo. Il 9 gennaio 2005 si svolse il PPV, e l'Elimination Chamber match fu vinto da Triple H, che tornò ad essere campione del mondo dopo appena un mese schienando per ultimo proprio Orton. Nella successiva puntata di Raw, Orton sconfisse Batista e divenne contendente numero uno al titolo di HHH. Lo scontro finale fra Orton e Triple H avvenne alla Royal Rumble, ma fu nuovamente Triple H a uscire vincitore; ha quindi fine la faida fra i due, tuttavia ripresa 4 anni dopo nel 2009.

#### Faida con Undertaker (2005–2006)

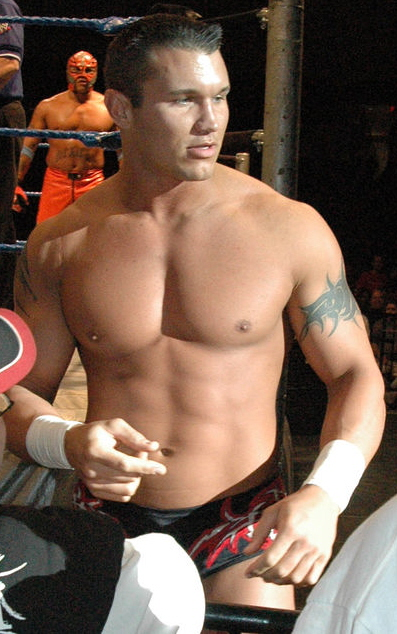
Randy Orton nel 2005

Nel febbraio del 2005 Orton decide di dare una svolta alla sua carriera, seguendo il consiglio di "Superstar" Billy Graham, e lancia quindi una sfida a The Undertaker in vista della 21ª edizione di WrestleMania, un evento in cui il Deadman non ha mai perso in oltre 10 anni di carriera, con cui sigla a Smackdown il 17 marzo 2005 un contratto per sfidarlo a WrestleMania. Nella puntata di Raw di 4 giorni più tardi Orton effettua un turn-heel, colpendo la sua fidanzata Stacy Keibler (kayfabe) con una RKO. Nel Grandaddy of Them All alla fine è The Undertaker ad avere la meglio. Il Legend Killer esce dall'incontro con un problema alla spalla, ma, nonostante ciò, il giorno dopo combatte contro il nuovo World Heavyweight Champion Batista, perdendo e peggiorando il suo infortunio. Per questo motivo è costretto ad un periodo di riposo durato circa tre mesi.
Con la draft-lottery del 2005 Orton viene trasferito nel roster di SmackDown!, ricominciando così la sua faida con The Undertaker. Questa volta però è il becchino a capitolare, e in ben due occasioni: Orton deve tuttavia ringraziare il padre "Cowboy" Bob Orton per il grande aiuto in occasione dell'incontro di SummerSlam. A No Mercy allora avviene un handicap Casket match in cui il Deadman affronta sia Randy che il padre; a seguito di quest'ultimo match (vinto da Orton e dal padre) ha tentato di bruciare Undertaker con un accendino e una latta di benzina mentre era nella bara. Alle Survivor Series il Legend Killer porta alla vittoria il Team SmackDown! (Batista, Bobby Lashley, John "Bradshaw" Layfield, Randy Orton e Rey Mysterio) nel classico 5-on-5 Tag Team elimination match contro il Team Raw (Big Show, Carlito, Chris Masters, Kane e Shawn Michaels) schienando per ultimo HBK, ma al termine della contesa The Undertaker fa il suo ritorno attaccandolo. Successivamente sfida definitivamente Orton in un Hell in a Cell match ad Armageddon, nel quale è il Deadman a prevalere concludendo il feud.
Nel gennaio del 2006 Orton sostituisce l'infortunato Booker T negli ultimi tre match del Best of Seven Series contro Chris Benoit valevole per lo United States Championship, in quel momento sul 3-1 per il Bookerman: i primi due incontri terminano in squalifica in favore di Benoit, a causa dell'intervento di Orlando Jordan, ma la disputa finale viene vinta da Orton, che porta la serie sul 4-3 e permette così a Booker T di vincere il titolo; il 20 gennaio difende con successo la cintura di Booker T, sconfiggendo Orlando Jordan. Fallito l'assalto alla Royal Rumble 2006, dove entra per ultimo col numero 30 e viene eliminato per ultimo da Rey Mysterio, Orton sfida il messicano a No Way Out in un match con in palio la title-shot per il World Heavyweight Championship di Kurt Angle a WrestleMania 22. Mysterio prima rifiuta ma, dopo numerosi riferimenti di Orton a Eddie Guerrero, decide di accettare. A No Way Out il Legend Killer sconfigge Rey Mysterio conquistandosi l'opportunità di sfidare Kurt Angle a WrestleMania 22 in un match valido per il titolo; tuttavia il General Manager di SmackDown!, Theodore Long, accortosi del modo irregolare in cui Orton aveva vinto, inserisce anche Rey Mysterio nell'incontro del Grandaddy of Them All, rendendolo un Triple Threat match. A WrestleMania è proprio Mysterio a vincere, schienando lo stesso Orton e conquistando la cintura. La settimana successiva i due si affrontarono di nuovo, ma è Mysterio ad avere la meglio. Il giorno successivo viene sospeso per condotta non professionale.

#### Alleanza con Edge (2006–2007)
Nel maggio del 2006 Randy Orton viene sospeso per 60 giorni dalle WWE per "condotta non professionale"; tempo dopo il ragazzo ha dichiarato di essere stato sanzionato per aver fumato marijuana nel backstage e di essersi sottoposto per quattro settimane ad una terapia per il controllo della rabbia (legit). Per giustificare la sua assenza dagli show della federazione, è stata creata una storyline secondo la quale Orton aveva riportato la rottura della caviglia in seguito ad una serie di Ankle Lock applicategli da Kurt Angle (kayfabe). Al suo ritorno, avvenuto il 5 giugno, assale Angle per vendicarsi; da questo momento in poi Orton diventa in pianta stabile un wrestler di Raw. A ECW: One Night Stand Orton perde contro il campione olimpico, ma si prende la sua rivincita a Vengeance. Nel frattempo è ancora interessato a tenere alto il suo soprannome di Legend Killer: per questo motivo sfida Hulk Hogan a SummerSlam, uscendo però sconfitto. Nella settimana successiva affronta Jeff Hardy per una title-shot all'Intercontinental Championship, ma viene sconfitto a causa di un'interferenza di Carlito. Nasce quindi una piccola faida tra i due che sfocia ad Unforgiven, dove Orton riesce a spuntarla.
Nel corso di Raw Family Reunion, Edge e Orton formano un'alleanza per contrastare la D-Generation X chiamata "Rated-Rko". Orton combatte tre volte contro HHH: a fronte di una prima sconfitta in favore di Hunter, porta a casa una vittoria nel secondo match; la terza sfida finisce con la vittoria di Triple H, ma solo per squalifica. A Cyber Sunday 2006 la D-X sfida il tag team di Edge e Orton (che scelgono Rated RKO come nome) in uno Special Referee Match; il pubblico, tramite voto, sceglie Eric Bischoff come arbitro speciale. E proprio grazie a Bischoff Edge e Orton riescono a battere la D-X. Nel frattempo, il 13 novembre a Raw, Edge ed Orton si laureano World Tag Team Champions battendo Ric Flair e Roddy Piper. Settimane prima delle Survivor Series il Team Rated RKO viene affiancato dagli MNM per fronteggiare la DX e gli Hardys. La vittoria va ai tag team heel. A Survivor Series si disputa un classico match 5 contro 5 tra il Team D-X (Triple H, Shawn Michaels, CM Punk e gli Hardy Boyz) ed il Team Rated RKO (Edge, Randy Orton, Johnny Nitro, Gregory Helms e Mike Knox); il Team D-X domina la contesa e vince il match con 0 eliminazioni. A New Year's Revolution, Randy Orton ed Edge sfidano di nuovo la D-X in un match valido per i titoli di coppia. Il match termina in un no contest quando Triple H si infortuna gravemente al ginocchio e i componenti dei Rated RKO vengono posizionati sui tavoli dei commentatori e subiscono l'ira di Triple H e Shawn Michaels: Edge viene infatti atterrato da HHH con un Pedigree mentre Orton riceve un Elbow Drop dal paletto da parte di HBK.
Nelle settimane che precedono la Royal Rumble, Orton ed Edge si vantano di aver finalmente messo fuori gioco la tanto decantata D-X e si mettono in testa di voler porre fine alla carriera di Shawn Michaels, senza però riuscirvi. Anzi fra i due nascono delle tensioni che mettono in serio dubbio il futuro del team. I Rated RKO, inoltre, perdono i World Tag Team Championships contro John Cena e Shawn Michaels. Nella rivincita Edge lascia Orton in balia dei nuovi campioni e conferma ancora di più le ipotesi della fine della Rated RKO. Orton si qualifica per il Money in the bank Match per Wrestlemania battendo Carlito e Ric Flair. Partecipa al Money in the Bank ladder match a WrestleMania 23, dove perde (a vincere è stato Mr. Kennedy). Il 24 aprile 2007, WWE.com ha annunciato che la federazione avrebbe preso provvedimenti contro Randy Orton per "condotta non professionale", senza tuttavia entrare nel merito della questione. Orton ed Edge si riunirono e tentarono di conquistare il WWE Championship a Backlash in un Fatal Four-Way match che coinvolgeva anche Shawn Michaels e il campione John Cena, ma fu quest'ultimo a conservare il titolo fortunosamente: dopo avere subito una sweet chin-music da HBK è caduto sopra Orton per poi schienarlo. A Judgment Day Orton attaccò Michaels nel corso di un'intervista, ferendolo piuttosto gravemente; i due si scontrarono più avanti nel corso della serata, dove debuttò la nuova mossa finale di Orton, il Punt kick; dopo averlo subito le condizioni di Michaels erano talmente gravi da spingere l'arbitro a decretare la vittoria del match da parte di Orton per KO tecnico (kayfabe). Vinse nella puntata di RAW successiva contro RVD che difese HBK dopo quanto accaduto. La rivincita avvenne in uno stretcher match dove RVD vinse ma venne infortunato come successo in precedenza a HBK. Fallito un altro tentativo di conquista del WWE Title a Night of Champions (in un Five-Pack Challenge matche che oltre che lui e il campione John Cena vide come protagonisti Mick Foley, King Booker e Bobby Lashley), Orton continuò i suoi attacchi contro leggende del wrestling, come Dusty Rhodes, sconfitto a The Great American Bash. Successivamente sconfisse in due match il figlio Cody Rhodes.

#### WWE Champion (2007–2008)

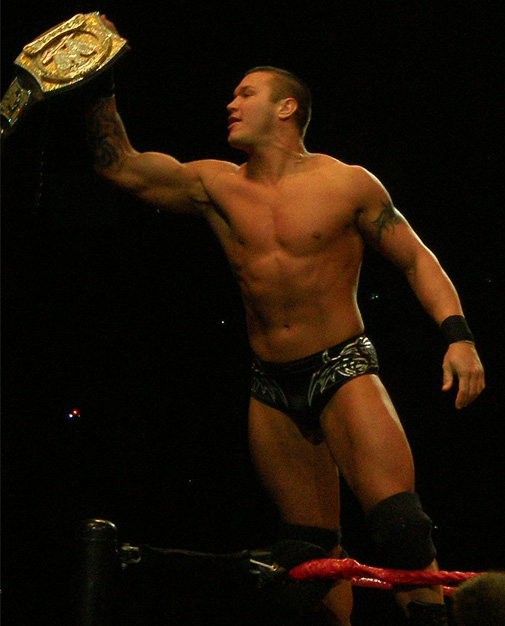
Randy Orton con il WWE Championship nel 2007

Al termine della puntata di Raw successiva, Orton colpì John Cena con la RKO e si candidò a sfidante numero uno per il WWE Championship detenuto da Cena, sfidandolo ad un match a SummerSlam. Il match terminò con la vittoria di John Cena che lo fece cedere con la sua STF. La faida continuò nelle settimane successive con Orton che, dopo avere interferito in un match tra Cena e King Booker, aggredì il padre di Cena presente a bordo-ring. Ad Unforgiven Orton vinse il rematch contro Cena ma per squalifica e non conquistò quindi il titolo. A fine match il padre di Cena salì sul ring e colpì Orton col suo punt kick. In seguito, nel backstage, The Coach sancì per No Mercy un Last Man Standing match tra John Cena e Randy Orton. Tuttavia il match non ebbe luogo in quanto Orton (che nel mentre aveva sconfitto mr. Cena in un match singolo) infortunò Cena, aggredendolo dopo un match, con un RKO sul tavolo dei commentatori.
A No Mercy 2007, il chairman Vince McMahon nominò Orton nuovo campione, assegnandogli il vacante WWE Championship; Orton tuttavia perse pochi minuti dopo il titolo in favore di Triple H. Nel corso della stessa serata, il neo campione Triple H dovette lottare contro Umaga per difendere il titolo appena conquistato e infine lottò contro Orton in un Last man standing match al termine del quale Orton stesso conquistò il titolo, diventando WWE Champion due volte in una notte.
Dopo No Mercy, Orton continuò la sua faida contro Shawn Michaels, dopo che Michaels fece il suo ritorno durante l'edizione di Raw dell'8 ottobre, dove colpì Orton con un Sweet Chin Music. Nella serata successiva Orton vinse tre match, contro Jeff Hardy, Mr. Kennedy e Michaels. Orton e Michaels si scontrarono a Cyber Sunday, dopo che Michaels fu scelto dal pubblico per affrontare Orton in un sondaggio con Jeff Hardy e Mr. Kennedy. Nell'incontro Orton fu squalificato quando eseguì un low blow su Michaels, ma conservò comunque il titolo. Nel rematch a Survivor Series, Orton difese con successo il titolo contro Michaels, schienandolo dopo un RKO. La stipulazione del match vietava a Michaels di usare la Sweet Chin Music, pena la rinuncia di ogni shot al WWE Championship, e a Orton di essere squalificato, pena la perdita del titolo. Terminata la faida con Michaels, il campione entra in rotta di collisione con il rientrante Chris Jericho: Jericho interrompe l'autocelebrazione di Orton del 19 novembre abbattendo il tedoforo che avrebbe dovuto portare la fiaccola ad Orton, in segno di un passaggio di testimone, di un cambio generazionale. Jericho entra subito in lizza per il WWE Championship e sfida Orton ad un match titolato per il PPV Armageddon. La sfida viene accettata per la settimana dopo, quando il canadese interferisce nel match tra Orton e Ric Flair, facendo vincere quest'ultimo. Jericho ottiene dunque il suo incontro titolato. A RAW, il tre dicembre, Orton e Jericho si sfidano in un Pick your Poision, in cui l'uno avrebbe scelto l'avversario dell'altro per la serata. Orton fa affrontare a Jericho Umaga, mentre il campione è costretto a scontrarsi per l'ennesima volta con Shawn Michaels. Jericho riesce a sconfiggere Umaga per squalifica; altrettanto il campione vince il suo match tramite countout grazie all'intervento di Mr. Kennedy. Nello speciale RAW Anniversary, Orton rifiuta di riformare temporaneamente l'Evolution e, anzi, si scontra proprio con Flair, Batista e Triple H facendo coppia con Edge e Umaga, ma rimediando una sconfitta. A Armageddon, Orton detiene il titolo per squalifica contro Jericho grazie all'interferenza di JBL, che fa scattare la squalifica.
Orton apre il 2008 con una faida con Jeff Hardy. Quest'ultimo, battendo Triple H a Armageddon, ha guadagnato la title shot al titolo di Orton. Nelle settimane che precedono la Royal Rumble è sempre Jeff ad avere la meglio prima in un tag team match e poi in un match valido per la sua corona intercontinentale. Orton ha difeso con successo la cintura in un match contro Jeff Hardy svoltosi il 27 gennaio 2008 durante l'evento in pay-per-view Royal Rumble e nel dark match post Royal Rumble sempre contro Jeff Hardy.
Orton ha perso per squalifica contro il rientrante John Cena in un match valido per il titolo il 14 febbraio 2008 a No Way Out; Cena ha guadagnato la title shot grazie alla vittoria nella Royal Rumble. HHH vinse l'elimination chamber di RAW valida per la title shot al titolo di Orton. A WrestleMania XXIV Orton ha difeso con successo il titolo contro John Cena e Triple H, quest'ultimo vincitore dell'Elimination Chamber match a No Way Out; nell'occasione Orton ha effettuato il pin vincente su Cena dopo che questi stato messo fuori combattimento da Triple H con un pedigree. Orton ha quindi perso la cintura a Backlash 2008 in favore di Triple H in un Fatal Four Way match a cui hanno preso parte anche John Cena e JBL.

#### Faida con Batista (2008–2009)
Nel mese di agosto è stato protagonista di un incidente in moto; il rientro fu posticipato verso la fine dell'anno. Ma continuò a comparire a Raw: prima ad Unforgiven, dove insieme ai Priceless (Cody Rhodes, Ted DiBiase jr. e Manu) ha attaccato CM Punk, allora World Heavyweight Champion, non permettendogli di partecipare al Championship Scramble Match, vinto poi da Chris Jericho. Tornò con una gimmick da malato mentale che odiava tutti, disse anche di essere affetto dall'IED, una malattia che non permette di controllare la rabbia. Poi inizia a criticare il GM di Raw Mike Adamle, provocando le sue dimissioni. La rivincita contro CM Punk, il 3 novembre nell'800º episodio di Raw, finì con la vittoria di Punk via DQ, quando Rhodes e DiBiase intervennero, ma Orton infortunò (Kayfabe) DiBiase con il suo Punt kick per il fatto di essersi messo in mezzo. Successivamente ha iniziato un feud con Batista per determinare il miglior "giovane" della vecchia stable Evolution, che ha determinato un Elimination tag team match alle Survivor Series tra il Team Orton (Randy Orton, Shelton Benjamin, Cody Rhodes, William Regal, Mark Henry) che ha battuto il Team Batista (Batista, R-Truth, Matt Hardy, CM Punk, Kofi Kingston). L'8 dicembre si è unito con Cody Rhodes e Manu (poi malmenato ed espulso) per formare una nuova stable chiamata "The Legacy". Ad Armageddon ha perso contro Batista.

#### The Legacy (2009–2010)
Il 25 gennaio riesce a vincere il Royal Rumble match entrando con il numero 8 ed eliminando per ultimo il suo ex compagno dell'Evolution Triple H. Decisivo è stato il contributo dei suoi compagni della Legacy, Cody Rhodes e Ted DiBiase.
A WrestleMania XXV, Orton affronta Triple H per il WWE Championship; dopo un lungo scontro The Viper non riesce a sopraffare il King of King che rimane padrone del titolo. Al PPV Backlash ci sarà la resa dei conti finale in un six-man tag team match: Batista (infortunato da Orton poco dopo la Royal Rumble) Triple H e Shane affronteranno la Legacy al completo. Se sarà il team di Orton a vincere, quest'ultimo vincerà il titolo WWE detenuto da Triple H. Al contrario, se sarà la squadra di Triple H a trionfare, quest'ultimo manterrà la cintura. A Backlash dopo che Triple H si distrae per fermare Batista che stava per far squalificare la squadra, Orton lo colpisce prima con l'RKO e poi con il Legend Kick, diventando così WWE Champion. A Judgment Day, vince contro Batista. Ad Extreme Rules perde il titolo a favore di Batista. La sera successiva a Raw la Legacy attacca Batista, costringendolo a lasciare l'arena in ambulanza. Il titolo viene reso vacante per l'infortunio di Batista e la settimana successiva, sempre a Raw, Orton riconquista la cintura in fatal four match al quale parteciparono anche Triple H, John Cena e Big Show. A The Bash Randy Orton, aiutato dalla Legacy, sconfigge Triple H in un 3 Stages of Hell conservando il titolo WWE. A Night of Champions Randy Orton riesce a conservare il WWE Title dall'assalto di Triple H e John Cena schienando Cena dopo un RKO. Vinta la faida con Triple H, per The Viper si presenta un nuovo sfidante, John Cena, il quale diventa il numero 1 Contender al titolo WWE al PPV SummerSlam. Il match finisce in maniera molto controversa con la vittoria di Randy Orton, a causa dell'invasione di un fan.
Nel pay-per-biew Breaking Point, Randy Orton è stato sconfitto da John Cena in un I Quit match perdendo il titolo WWE. Il 4 ottobre ad Hell in a Cell, Randy Orton è riuscito a sconfiggere John Cena in un rematch avvenuto nell'omonima struttura, riconquistando il WWE Championship. Nel corso della puntata di Raw del 5 ottobre, Randy Orton ha concesso a John Cena un ultimo rematch a Bragging Rights, e se questa volta Cena avesse perso, avrebbe dovuto lasciare Raw. A WWE Bragging Rights Randy Orton è stato sconfitto da John Cena in un 60 minute Iron Man Falls Count Anywhere match per 6-5, perdendo il titolo.
Ha poi cominciato una faida con Kofi Kingston dato che Kofi era intervenuto a Bragging Rights permettendo a Cena di vincere il titolo WWE. Lo scontro tra i due si concretizza alle Survivor Series, dove Randy Orton affronta Kofi in un 5 man classic Survivor Series elimination match, assieme a lui Cod Rodhes, Ted DiBiase, Cm Punk e William Regal. Il team Orton vince dopo essere andato in vantaggio per più di una volta durante il match. Orton si prenderà la sua rivincita di Bragging Rights nella puntata di Raw del 30 novembre dove grazie alla Legacy, che ha malmenato Kofi prima del match, riesce a vincere. A TLC, Orton sconfigge Kingston con l'RKO. A Raw del 14 dicembre 2009, sera successiva a WWE TLC, Randy Orton sconfigge Undertaker per count-out avanzando nel minitorneo per stabilire chi è la Superstar del 2009 e più tardi nella serata viene sconfitto da John Cena in finale per lo Slammy di Superstar del 2009. Nell'ultima puntata di Raw, Orton sconfigge Kofi Kingston e John Cena in un Triple Threat Match per decretare il contendente numero 1 per il WWE Championship di Sheamus alla Royal Rumble. Nel PPV Randy viene sconfitto da Sheamus solo per squalifica a causa dell'intervento di Cody Rhodes e quindi non riesce a conquistare il titolo. Dopo il match Randy Orton attacca Cody Rhodes e Ted DiBiase. Dopo il PPV, a Raw, Randy Orton ha sconfitto Shawn Michaels qualificandosi per l'Elimination Chamber di Raw valida per il WWE Championship. Nel match, Orton è stato il primo eliminato, venendo estromesso da Ted DiBiase. Per questo, Orton annunciò lo scioglimento della Legacy il giorno successivo a Raw, attaccando i suoi due ormai ex compagni.

#### Opportunità titolate (2010–2011)

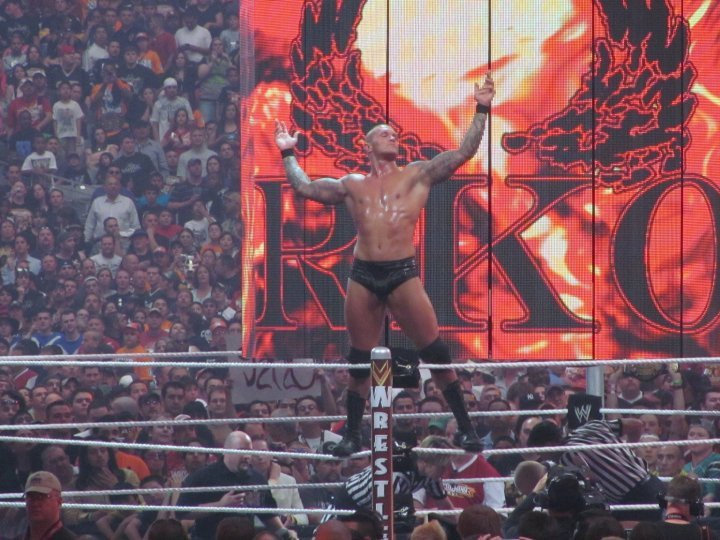
Randy Orton nel 2010

A Extreme Rules, un mese dopo, Orton sfidò Jack Swagger ad un match per il World Heavyweight Championship, fallendo l'assalto. Puntò quindi al WWE Championship, ma non riuscì a vincere il triple threat match contro Batista e Sheamus a Raw valido per determinare il primo sfidante al titolo di John Cena, a causa dell'interferenza di Edge, che favorì l'ex Evolution. Il feud col canadese prosegue a Over the limit, dove i due pareggiano per doppio count-out.
A SummerSlam 2010 Randy Orton sconfigge Sheamus per squalifica. A Night Of Champion Randy vince un 6-Pack Challenge contro il campione Sheamus, Wade Barrett, Chris Jerico, Edge e John Cena, conquistando il suo 6º WWE Championship, il 7º in assoluto nella federazione di Stamford. A Hell in a Cell Randy Orton sconfigge Sheamus e conserva il WWE Championship. A Bragging Rights affronta Wade Barrett per il WWE Championship in un match con Cena al fianco di Barret, dove viene sconfitto per squalifica. Alle Survivor Series Randy difende con successo il suo titolo ancora una volta contro Wade Barrett, questa volta con John Cena come arbitro speciale. Randy ha la possibilità di riconquistare il WWE Championship al PPV TLC: Tables, Ladders & Chairs in un Tables Match contro il WWE Champion The Miz, ma viene sconfitto anche grazie alle interferenze di Alex Riley. A WWE Royal Rumble Orton non riesce a conquistare il WWE Championship contro The Miz a causa dell'interferenza di CM Punk.
Successivamente, Orton partecipa alla Royal Rumble. Entrato col numero 39, viene eliminato per penultimo da Alberto Del Rio. Randy partecipa all'Elimination Chamber del roster di Raw nel pay-per-view Elimination Chamber per stabilire il nº 1 contender per il titolo WWE a WrestleMania XXVII contro John Cena., John Morrison, R-Truth, CM Punk e Sheamus, nel match trionfa Cena. Parte quindi un feud con CM Punk e il New Nexus. Il GM anonimo di Raw sancisce un match tra CM Punk e Randy Orton a WrestleMania XXVII. Orton affronterà ogni settimana i restanti membri del New Nexus, e ogni avversario che riuscirà a sconfiggere, non potrà essere a bordo ring in aiuto di Punk a Wrestlemania. In questi match il GM di Raw ha proibito al New Nexus di intervenire, e nel caso in cui ci fosse un'interferenza, il New Nexus verrà smantellato. Il primo incontro avviene a Raw del 28 febbraio, dove Randy Orton sconfigge il primo avversario, Michael McGillicutty. A fine match esegue il Punt Kick su McGillicutty, mettendolo quindi fuori gioco. La settimana successiva, sconfigge David Otunga, nonostante Orton avesse subito un attacco prima del match da parte dell'intero Nexus. Subito dopo, colpisce Otunga con il Punt Kick, mettendo anche lui in lista infortunati.

#### World Heavyweight Champion (2011–2012)
Nella puntata di Raw dedicata al draft 2011, Randy Orton passa a SmackDown in seguito alla vittoria di Kofi Kingston su Sheamus. Esordisce poco dopo, rappresentando il roster in cui è appena approdato contro Dolph Ziggler, vincendo. A Extreme Rules, Orton sconfigge CM Punk in un Last Man Standing match. Nella puntata di SmackDown del 29 aprile, Orton ottiene un match per il World Heavyweight Championship contro Christian, vincendo il titolo dopo quasi 7 anni dal suo ultimo regno con questa cintura. A Over the Limit Orton sconfigge Christian conservando il World Heavyweight Championship. Dopo il match, i due si stringono la mano. Nella puntata di Smackdown del 3 giugno affronta Sheamus con in palio il World Heavyweight Championship, vincendo. A fine match viene attaccato da Christian che porta via la cintura con sé. A Capitol Punishment, Orton difende con successo il titolo contro Christian. In giugno aveva rischiato una sospensione per avere parlato male della lottatrice Kelly Kelly, scusandosi successivamente per le sue dichiarazioni. Nel pay-per-view Money in the Bank, perde per squalifica contro Christian dopo averlo colpito con un calcio nelle parti basse (dopo che questi lo aveva provocato sputandogli in faccia); la stipulazione prevedeva che in caso di sua squalifica il titolo sarebbe passato a Christian. A SummerSlam, Orton sconfigge Christian in un No Holds Barred match e si aggiudica il World Heavyweight Championship per la 4ª volta.
Successivamente Orton inizia una faida con l'ex membro della Legacy, Cody Rhodes. A Vengeance sconfigge Rhodes. A Survivor Series il suo team viene sconfitto da quello di Wade Barrett; Orton ha eliminato Dolph Ziggler, Jack Swagger e Hunico ed è stato l'ultimo del suo team ad essere eliminato. Dopo le Survivor Series, Orton continua la sua faida con Barrett, affrontandolo in un table match a TLC e ottenendo la vittoria. Partecipa alla Royal Rumble entrando con il numero 28, ma viene eliminato per penultimo da Chris Jericho. Nella puntata di Raw del 13 febbraio viene annunciato tramite il sito WWE.com che Orton non avrebbe potuto partecipare all'Elimination Chamber match al pay-per-view Elimination Chamber a causa di una commozione cerebrale: a prendere il suo posto è stato Santino Marella.
Orton ritorna nella puntata di Raw del 30 luglio, rivelandosi l'avversario a sorpresa di Heath Slater e ottenendo la vittoria. Successivamente Orton inizia una faida con Dolph Ziggler, con cui ha diversi match.

#### Faida con lo Shield (2012–2013)
Il 27 gennaio alla Royal Rumble, prende parte al Royal Rumble match con il numero 26, ma viene eliminato da Ryback. Al PPV Elimination Chamber del 17 febbraio, nonostante riesca a eliminare sia Mark Henry che Chris Jericho, viene eliminato per ultimo da Jack Swagger e perde l'occasione di sfidare Del Rio per il World Heavyweight Championship a WrestleMania 29. Successivamente Orton inizia una faida con lo Shield e trova in Sheamus un alleato. Dopo aver inizialmente scelto Ryback come terzo loro alleato per affrontare lo Shield a WrestleMania, Orton e Sheamus devono ripiegare su Big Show dopo l'annuncio che Ryback avrebbe affrontato Mark Henry a WrestleMania. Nonostante diversi diverbi, il trio ottiene alcune vittorie, e a WrestleMania 29 vincono contro lo Shield e al termine del match Big Show attacca sia Sheamus che Orton. L'8 aprile a Raw il suo match contro Sheamus finisce in no contest a causa dell'intervento di Big Show che attacca entrambi i wrestler. A Extreme Rules, Orton sconfigge Big Show in un Extreme Rules Match, schienandolo dopo averlo colpito con il Punt Kick, mossa che non usava ormai da tempo. Successivamente Orton riprende la sua faida con lo Shield e si allea con il Team Hell No.

#### Authority (2013–2014)

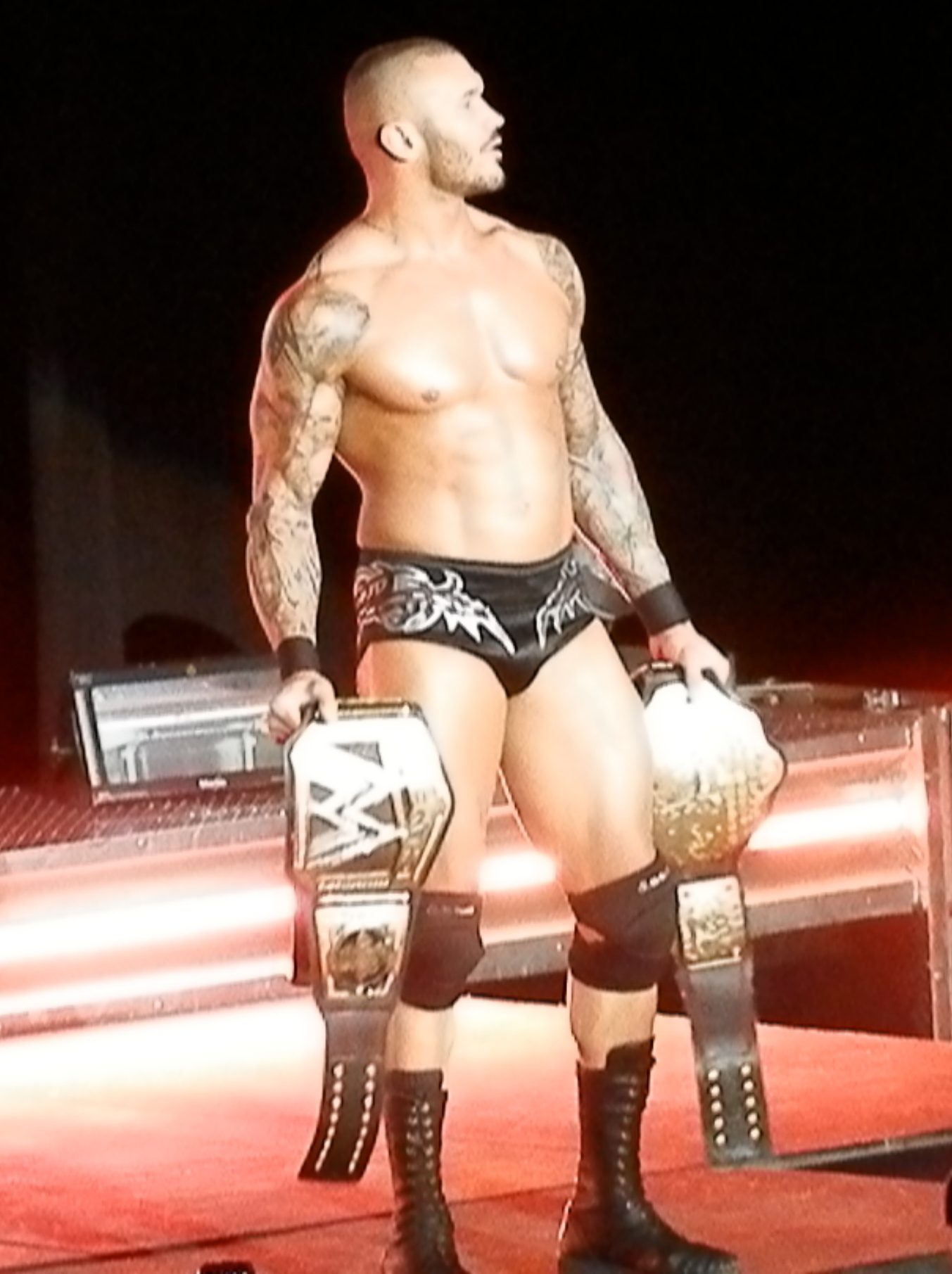
Randy Orton con il WWE Championship e il World Heavyweight Championship nel 2014

Il 14 luglio a Money in the Bank, Orton ha sconfitto Christian, CM Punk, Daniel Bryan, RVD e Sheamus nel WWE Championship Money in the Bank ladder match, guadagnandosi così l'opportunità di lottare per il WWE Championship in un qualsiasi momento a sua scelta entro il prossimo anno. Il 18 agosto a SummerSlam, Orton ha effettuato un turn heel dopo aver incassato il suo Money in the Bank contract ai danni di Daniel Bryan, che aveva appena vinto il WWE Championship ed era stato successivamente attaccato dall'arbitro speciale Triple H, che ha anche contato lo schienamento per dare Orton il suo settimo WWE Championship. La notte successiva a Raw, Orton è apparso con Vince McMahon, Stephanie McMahon e Triple H per l'incoronazione, e quando Triple H ha invitato Bryan sul ring per eliminare le scorie di SummerSlam, Orton ha eseguito una RKO su Bryan; successivamente lui, Vince McMahon, Stephanie McMahon e Triple H si sono fermati sopra di lui, tenendo il WWE Championship in alto, confermando il suo turn heel. A Night of Champions, Orton ha perso il WWE Championship contro Bryan, che è stato tuttavia privato del titolo da Triple la notte successiva a Raw, a causa di un veloce conteggio dell'arbitro, rifiutandosi di restituire il titolo a Orton. Orton e Bryan si sono affrontati a Battleground per il vacante WWE Championship, ma il match si è concluso in un no contest dopo che Big Show ha messo K.O. entrambi i concorrenti. Orton Bryan si sono nuovamente sfidati per il titolo vacante a Hell in a Cell, dove è Orton a vincere per l'ottava volta il WWE Championship (arrivando al pari di The Rock e Triple H per numero di regni) dopo che l'arbitro speciale Shawn Michaels aveva colpito Bryan con un superkick dopo che questi aveva attaccato Triple H. Orton ha difeso con successo il titolo contro Big Show alle Survivor Series.

#### Faida con l'Authority (2014–2015)
Per Hell in a Cell Orton ha chiesto all'Authority di affrontare il perdente del No Holds Barred Contract on a Pole match tra John Cena e Dean Ambrose; l'incontro è stato vinto da Ambrose, per cui viene sancito un Hell in a Cell match tra Orton e Cena. Durante la puntata di Raw prima dell'evento, Triple H ha annunciato che il vincitore avrebbe ottenuto l'opportunità di affrontare Brock Lesnar per un futuro match titolato. Più tardi quella notte, in un 3-on-2 Handicap Street Fight match che oppose Orton, Kane e Seth Rollins a Cena e Ambrose, The Viper riesce a vincere ma è stato colpito subito dopo da Rollins con un Curb Stomp. A Hell in a Cell Orton ha perso il match: Cena, in particolare, lo ha schienato dopo averlo lanciato su un tavolo con una AA dal paletto.
La notte seguente, a Raw, Orton ha eseguito una RKO su Rollins, sfidando così l'Authority e iniziando un turn face.

#### Faida con Seth Rollins (2015–2016)
Il 22 febbraio 2015 a Fastlane, dopo che l'Authority aveva sconfitto Erick Rowan, Ryback e Dolph Ziggler, Orton ha fatto il suo ritorno salvando questi ultimi da un pestaggio e ha colpito Jamie Noble e Joey Mercury (J&J Security) e Kane con una RKO ciascuno. La notte seguente a Raw, l'Authority ha cercato di convincerlo a tornare nella loro "famiglia", ma Orton non ha dato una risposta diretta fino a quando non li ha incontrati nel backstage. Durante un tag team match più tardi nella stessa sera, Orton si è mostrato frustrato e sconvolto dopo che Rollins si era preso il tag; al termine del match, perso, Orton si è avvicinato a Rollins sul ring, ma è stato velocemente interrotto da Jamie Noble, che pertanto ha subito una RKO. Infine, per la sorpresa di Rollins, Orton lo ha preso e lo ha rialzato in piedi, lasciando il suo allineamento in dubbio.
A WrestleMania 31, Orton ha sconfitto Rollins ed è in diventato il primo sfidante per il WWE World Heavyweight Championship dopo aver sconfitto Roman Reigns e Ryback, ma non è riuscito a conquistare il titolo da Rollins a Extreme Rules in uno steel cage match che ha visto, come da stipulazione, la sua RKO bandita e Kane come "guardiano della gabbia", che ha aiutato Rollins. A Payback, Orton ha perso un fatal four-way match contro Rollins, Ambrose e Reigns.

A Money in the Bank, Orton non è riuscito a vincere il Money in the Bank ladder match per un contratto valido per il WWE World Heavyweight Championship che è stato vinto da Sheamus, con cui aveva iniziato una faida nelle settimane precedenti all'evento e che ha sconfitto a Battleground. L'irlandese si è vendicato poi a SummerSlam. Dopo una breve faida con la Wyatt Family, in ottobre Orton ha subito un grave infortunio alla spalla che lo ha costretto ad uno stop durato circa nove mesi.

#### Faida con Bray Wyatt (2016–2017)

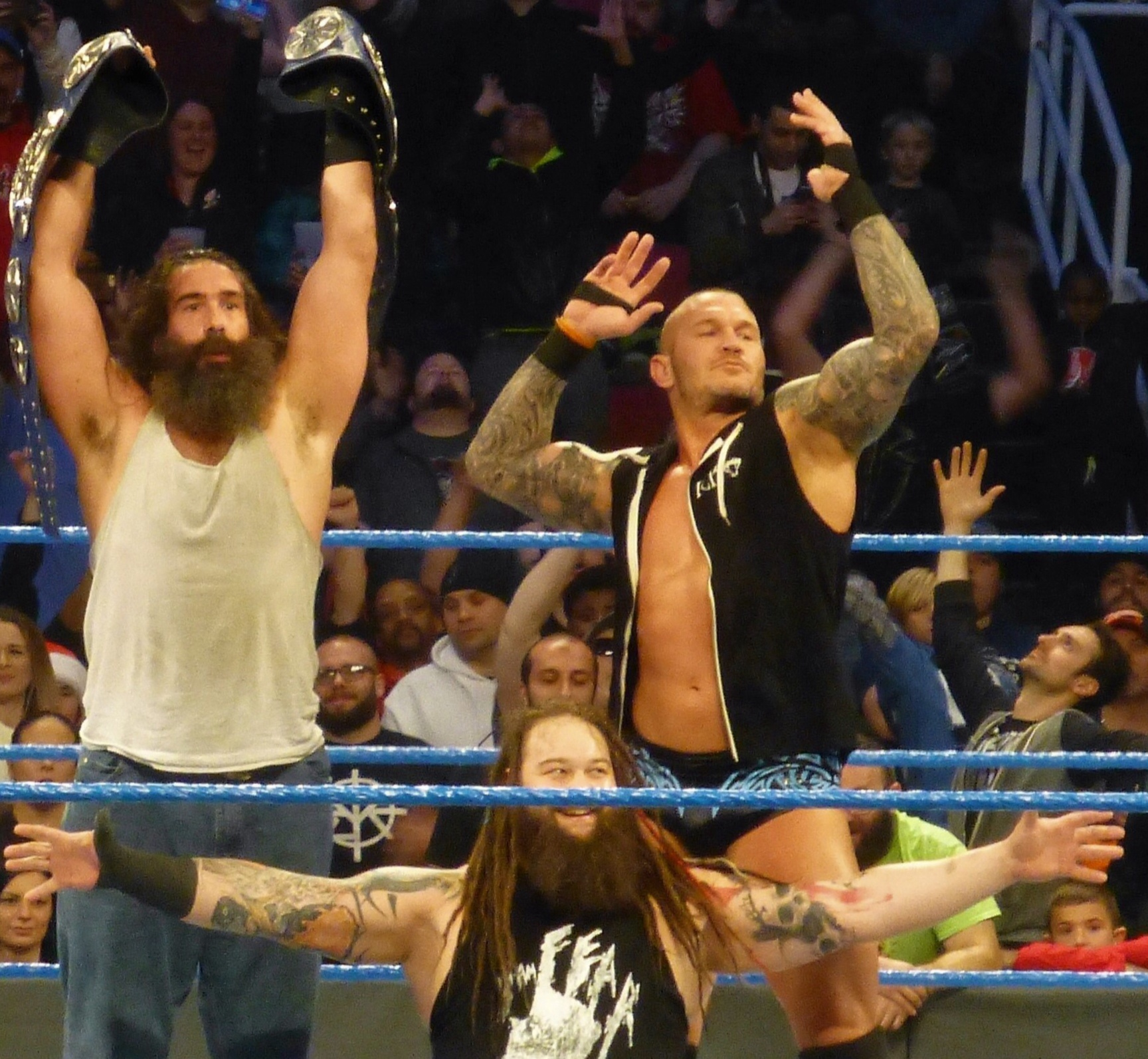
Randy Orton (a destra) insieme a Luke Harper (a sinistra) e Bray Wyatt (al centro) nel 2016

Con la Draft Lottery del 19 luglio, Orton è stato trasferito a SmackDown. Il 21 agosto, a SummerSlam, Orton è stato duramente sconfitto da Brock Lesnar per KO tecnico quando il medico è stato costretto a chiudere il match a causa di una vistosa ferita sulla fronte di "The Viper" dopo una gomitata ma nonostante ciò, Lesnar ha continuato a inveire su Orton mentre era circondato dai medici.
Nella puntata di SmackDown del 7 marzo Randy Orton ha riguadagnato lo status di sfidante ufficiale di Bray Wyatt a WrestleMania sconfiggendo AJ Styles, che nel frattempo si era guadagnato il diritto di affrontare il campione dopo l'iniziale rinuncia di Orton. A WrestleMania 33, Orton ha sconfitto Bray Wyatt conquistando il WWE Championship per la nona volta, diventando così per la tredicesima volta campione del mondo. Il 30 aprile, a Payback, Orton è stato sconfitto da Bray Wyatt in un House of Horrors match (non titolato poiché Wyatt era diventato intanto un membro del roster di Raw) grazie anche all'intervento di Jinder Mahal, diventato #1 contender al WWE Championship, e dei Singh Brothers. Il 21 maggio, a Backlash, Orton ha perso il WWE Championship a favore di Jinder Mahal dopo 49 giorni di regno. Il 18 giugno, a Money in the Bank, Orton ha affrontato Jinder Mahal per il WWE Championship ma è stato sconfitto. Il 23 luglio, a Battleground, Orton ha affrontato Jinder Mahal nuovamente, stavolta in un Punjabi Prison match per il WWE Championship, ma l'intervento decisivo di The Great Khali gli è costato la vittoria.

#### Regni titolati (2017–2019)

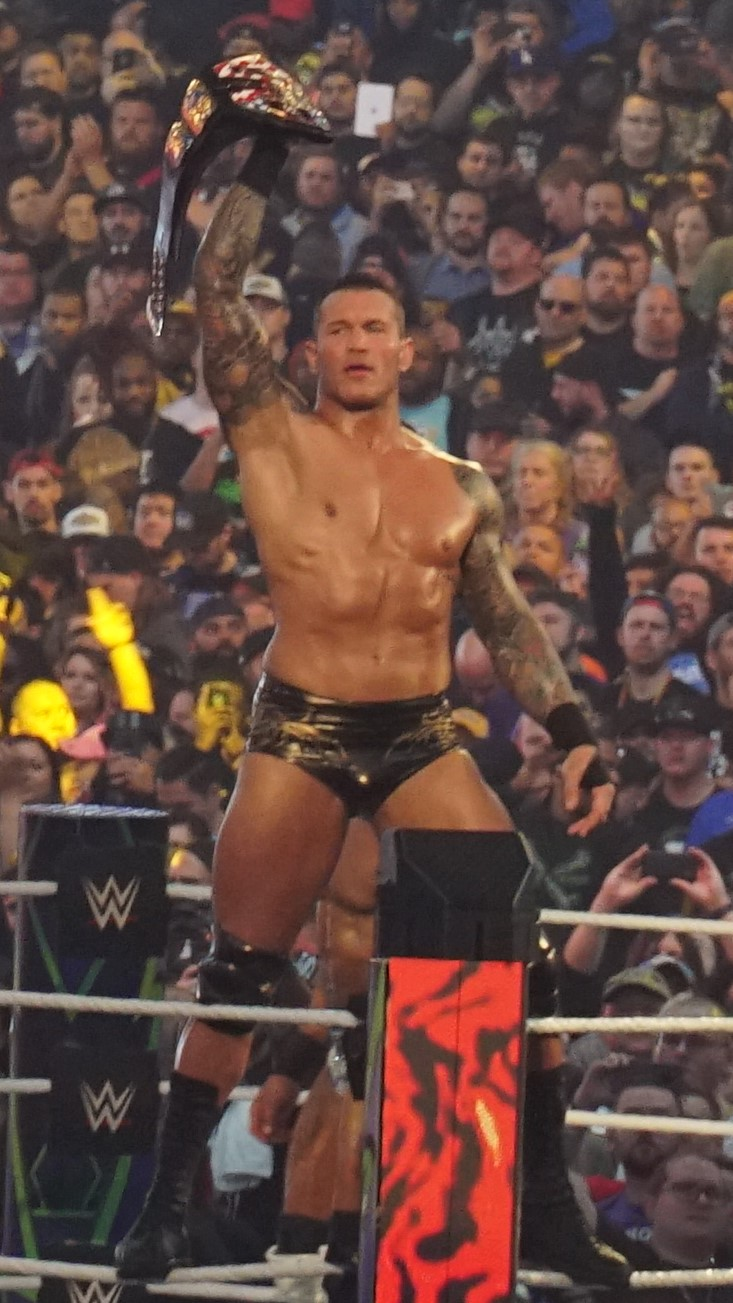
Randy Orton con lo United States Championship nel 2018

Il 20 agosto, a SummerSlam, Orton sconfisse Rusev in dieci secondi. Qualche settimana dopo, Orton venne sconfitto da Shinsuke Nakamura, che così mantenne il suo status di contendente nº1 al WWE Championship. L'8 ottobre, a Hell in a Cell, Orton sconfisse nuovamente Rusev. Tempo dopo, Orton sconfisse Sami Zayn, entrando così nel Team SmackDown per Survivor Series. Il 19 novembre, a Survivor Series, Orton prese parte al 5-on-5 Traditional Survivor Series Elimination match contro il Team Raw ma venne eliminato da Braun Strowman. Il 17 dicembre, a Clash of Champions, Orton e Shinsuke Nakamura vennero sconfitti da Kevin Owens e Sami Zayn in un match arbitrato dal General Manager di SmackDown Daniel Bryan e il Commissioner Shane McMahon. Il 28 gennaio a Royal Rumble, Orton partecipò all'omonimo match entrando col numero 24 ma venne eliminato da Roman Reigns. Cominciò successivamente una rivalità con il campione statunitense Bobby Roode, sconfiggendolo l'11 marzo, a Fastlane, in un match titolato; con questa vittoria, Orton vinse la cintura per la prima volta, divenendo il decimo Grand Slam Champion. L'8 aprile, a WrestleMania 34, Orton perse il titolo a favore di Jinder Mahal in un Fatal 4-Way match che includeva anche Bobby Roode e Rusev, interrompendo il suo regno dopo 28 giorni.

#### Varie faide (2019–2020)
Il 19 maggio, a Money in the Bank, Orton prese parte al Money in the Bank Ladder match che comprendeva anche Ali, Andrade, Baron Corbin, Drew McIntyre, Finn Bálor, e Ricochet ma il match venne vinto dal rientrante Brock Lesnar, inseritosi all'ultimo nella contesa. Il 7 giugno, a Super ShowDown, Orton sconfisse Triple H. Nella puntata di Raw del 15 luglio Orton partecipò ad una 10-man Battle Royal per determinare lo sfidante di Brock Lesnar per l'Universal Championship ma venne eliminato per ultimo da Seth Rollins. L'11 agosto, a SummerSlam, Orton affrontò Kofi Kingston per il WWE Championship ma l'incontro terminò in doppio count-out (e senza dunque il cambio di titolo). Il 15 settembre, a Clash of Champions, Orton affrontò nuovamente Kingston per il titolo WWE ma venne sconfitto. Il 6 ottobre, a Hell in a Cell, Orton trionfò su Ali. Nella puntata di SmackDown dell'11 ottobre Orton passò al roster di Raw per effetto dello Shake-up.

#### Varie faide e WWE Champion (2020–2021)
Il 26 gennaio a Royal Rumble, Orton partecipò al match omonimo entrando col numero 25 ma venne eliminato da Edge. La sera dopo, a Raw, Orton attaccò brutalmente Edge con due sedie, infortunandolo ed effettuando un turn heel, e successivamente anche Matt Hardy (kayfabe). Il 5 aprile, nella seconda serata di WrestleMania 36, Orton venne sconfitto da Edge in un Last Man Standing match.. Il 25 ottobre a Hell in a Cell sconfigge Drew McIntyre in un match valevole per il WWE Champion diventando campione per la quattordicesima volta.

#### RK-Bro (2021–2022)
Dalla puntata di Raw del 19 aprile, dopo aver perso con Riddle, quest'ultimo gli propose di formare un team chiamato RK-Bro, con Orton che accettò nonostante l'iniziale riluttanza. Dopo una breve faida con il New Day, Orton provò a qualificarsi per il Money in the Bank Ladder match ma venne sconfitto da John Morrison. Nella puntata di Raw del 19 aprile 2021, Riddle interruppe un'intervista nel backstage di Orton e gli suggerì di formare un tag team, ma quest'ultimo rifiutò. Nel corso della stessa puntata, i due si sfidarono sul ring e Riddle riuscì a vincere. La settimana successiva, i due decisero di provare a lottare fianco a fianco e più tardi quella sera, sconfissero Cedric Alexander e Shelton Benjamin.
Il 27 giugno, Orton avrebbe dovuto affrontare AJ Styles e Drew McIntyre con in palio un posto nel Money in the Bank Ladder match, ma a causa di un infortunio fu sostituito da Riddle che non riuscì a vincere.
Dopo un'assenza di sette settimane, Orton tornò a Raw il 9 agosto, dove dichiarò che non avrebbe fatto più squadra con Riddle. Più tardi quella notte, dopo aver battuto AJ Styles in seguito all'assistenza di Riddle finse di abbracciarlo e lo attaccò con una RKO. La settimana successiva, la squadra si riformò dopo che Riddle salvò il suo ex compagno da un attacco per mano di AJ Styles e Omos. A SummerSlam, gli RK-Bro riuscirono a battere Styles e Omos vincendo il loro primo Raw Tag Team Championship. Difesero per la prima volta i titoli la settimana successiva a Raw, dove sconfissero Bobby Lashley e MVP. Dopo aver difeso i titoli nel rematch di Crown Jewel contro Styles e Omos, alle Survivor Series, batterono gli Usos, nelle classiche sfide tra roster.
Dopo le Series, ripresero a difendere i titoli di coppia e dopo aver trionfato contro Dolph Ziggler e Robert Roode il 29 novembre a Raw e contro gli Street Profits a Day 1, li persero contro l'Alpha Academy il 10 gennaio a Raw, terminando il loro regno dopo 142 giorni. Rivinsero i titoli nell'episodio di Raw del 7 marzo in un triple threat tag team match che comprendeva anche l'Alpha Academy e il team formato da Seth Rollins e Kevin Owens. Persero i titoli contro gli Usos nella puntata di Smackdown del 20 maggio 2022 In un winner takes all match in cui era in palio anche lo SmackDown Tag Team Championship degli Usos, nel corso del match subì un gravissimo infortunio alla schiena che richiese un intervento chirurgico e che rischiò di porre fine alla sua carriera.

#### Ritorno aSmackDown(2023–presente)
Il 25 novembre, a Survivor Series WarGames, tornò dopo un anno e mezzo di assenza per infortunio, partecipando al wargames match insieme a Cody Rhodes, Jey Uso, Sami Zayn e Seth Rollins sconfiggendo il Judgment Day e Drew McIntyre. Combatté il primo match del suo ritorno il 27 novembre, a Raw, sconfiggendo Dominik Mysterio. Nella puntata di SmackDown del 1º dicembre si difese da Jimmy Uso e Solo Sikoa grazie anche all'aiuto di LA Knight; successivamente, decise di unirsi al roster di SmackDown, colpendo il general manager Nick Aldis con la RKO dopo avergli stretto la mano.
Il 27 gennaio a Royal Rumble, prese parte ad un fatal four-way match valevole per l'Undisputed WWE Universal Championship di Roman Reigns che comprendeva anche AJ Styles e LA Knight ma a vincere fu Reigns.
Nella puntata di SmackDown del 9 febbraio prevalse su Sami Zayn qualificandosi per l'elimination chamber match, ma all'evento del 24 febbraio, dopo aver eliminato Kevin Owens e Logan Paul, venne eliminato da Drew McIntyre. Il 7 aprile a WrestleMania XL, provò a conquistare lo United States Championship in un triple threat match che comprendeva anche il campione Logan Paul e Kevin Owens, ma Paul riuscì a mantenere il titolo.
Nei mesi successivi, insieme ad Owens aiuta Cody Rhodes nella lotta contro la Bloodline di Solo Sikoa. A Bash in Berlin sfidò Gunther in un rematch per il World Heavyweight Championship, affermando di non aver mai perso nella finale del King of the Ring 2024. Orton non riuscì a conquistare il titolo con i due che si stringono la mano in segno di rispetto. Quando Rhodes decide di allearsi momentaneamente con Roman Reigns, Owen attacca prima Rhodes e poi Orton. The Viper avrebbe dovuto sfidare il canadese a Crown Jewel, ma visto la rissa tra i due il match non è mai iniziata. Nella puntata di SmackDown del 8 novembre Owens ha eseguito un piledriver su Randy Orton infortunandolo causandogli una neuroaprassia al midollo cervicale.
Randy Orton prese parte al torneo King of the Ring, superando il primo turno vincendo un fatal 4-way match contro Aleister Black, Carmelo Hayes e LA Knight.

## Vita privata
Dal 2007 è stato sposato con Samantha Speno e il 12 luglio 2008 la coppia ha avuto la prima figlia, Alanna Marie. Pare però che Orton sia dal 2012 divorziato da Samantha, ma nessuno dei due l'ha ammesso pubblicamente fino al luglio 2013. Si è risposato con Kim Marie Kessler il 14 novembre 2015, da cui ha avuto la seconda figlia Brooklyn Rose. 
Da giovane Orton non era interessato al wrestling e non pensava di intraprendere la carriera del padre Bob. Si arruolò nello United States Marine Corps e a 18 anni venne mandato ad addestrarsi a Camp Pendleton, in California. Durante questo periodo si rese conto di non essere tagliato per la vita militare. Inoltre disobbedì agli ordini di un ufficiale. Aveva un tatuaggio sul braccio sinistro con la scritta "USMC" per il corpo dei marines USA, coperto poi in seguito dopo aver ricevuto un congedo per cattiva condotta dal servizio. Fu mandato a casa dopo aver scontato trentotto giorni di carcere militare nel Camp Pendleton.
Orton soffre di spalle ipermobili. Dopo che gli fu sconsigliato di lottare da un punto di vista medico e, dopo essersi rotto la clavicola in un Last Man Standing match a One Night Stand contro Triple H, Orton ha peggiorato la sua situazione in un incidente motociclistico. Il 31 luglio 2013, durante un house show della WWE a Città del Capo in Sudafrica, Randy Orton e Big E sono stati attaccati da un fan al termine del loro rispettivo match: mentre Orton celebrava la sua vittoria un fan è salito sul ring e lo ha colpito alle parti basse. Il meet and greet successivo allo show è stato cancellato proprio per motivi di sicurezza.

## Personaggio
Randy Orton debuttò come membro più giovane della stable Evolution, insieme a Batista, Ric Flair e Triple H. Accanto a questi ultimi, il suo personaggio si delineò sempre di più fino a diventare quello del Legend Killer (ammazza leggende), un wrestler ambizioso e arrogante che si poneva l'obiettivo di sconfiggere tutte le leggende della storia della WWE. Tra il 2006 e il 2007 fece invece coppia con Edge nel tag team noto come Rated-RKO.
Nel 2008 Randy Orton divenne The Viper, personaggio più ambiguo e solitario, alternando periodi da babyface e da heel.

### Mosse finali
- O-Zone (Overdrive) – 2002–2003

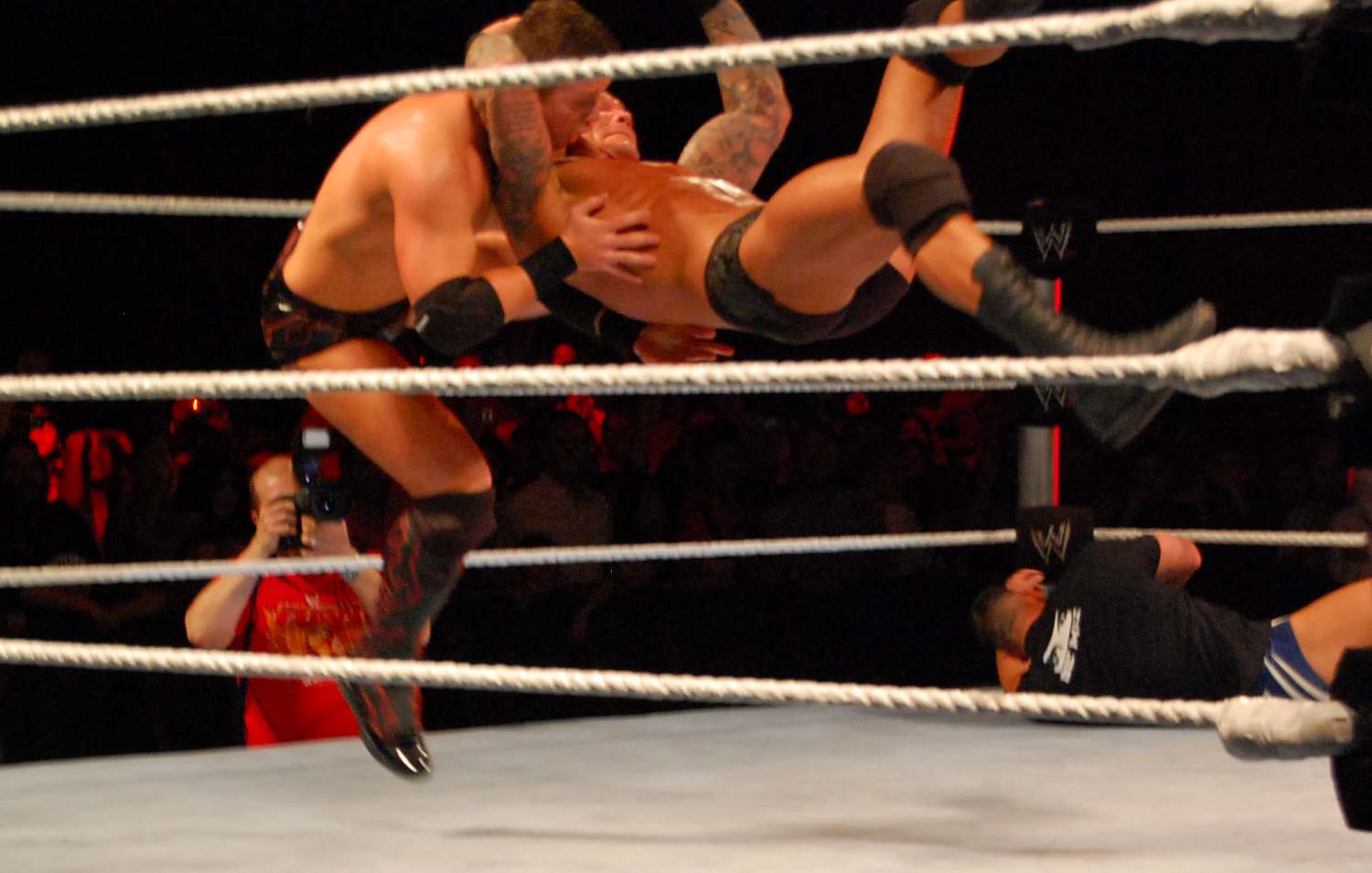
Randy Orton esegue la RKO su The Miz

- Punt kick alla testa di un avversario in ginocchio – 2007–2012
- RKO (Jumping cutter) – dal 2003

### Soprannomi
- "The Apex Predator"
- "The Face of the WWE"
- "The Legend Killer"
- "The Mayor of Viper Ville"
- "Mr. Money in the Bank"
- "Mr. RKO"
- "The Viper"

## Titoli e riconoscimenti
- The Baltimore Sun
  - Wrestler of the Year (2009)
- Ohio Valley Wrestling
  - OVW Hardcore Championship (2)
- Pro Wrestling Illustrated
  - Rookie of the Year (2001)

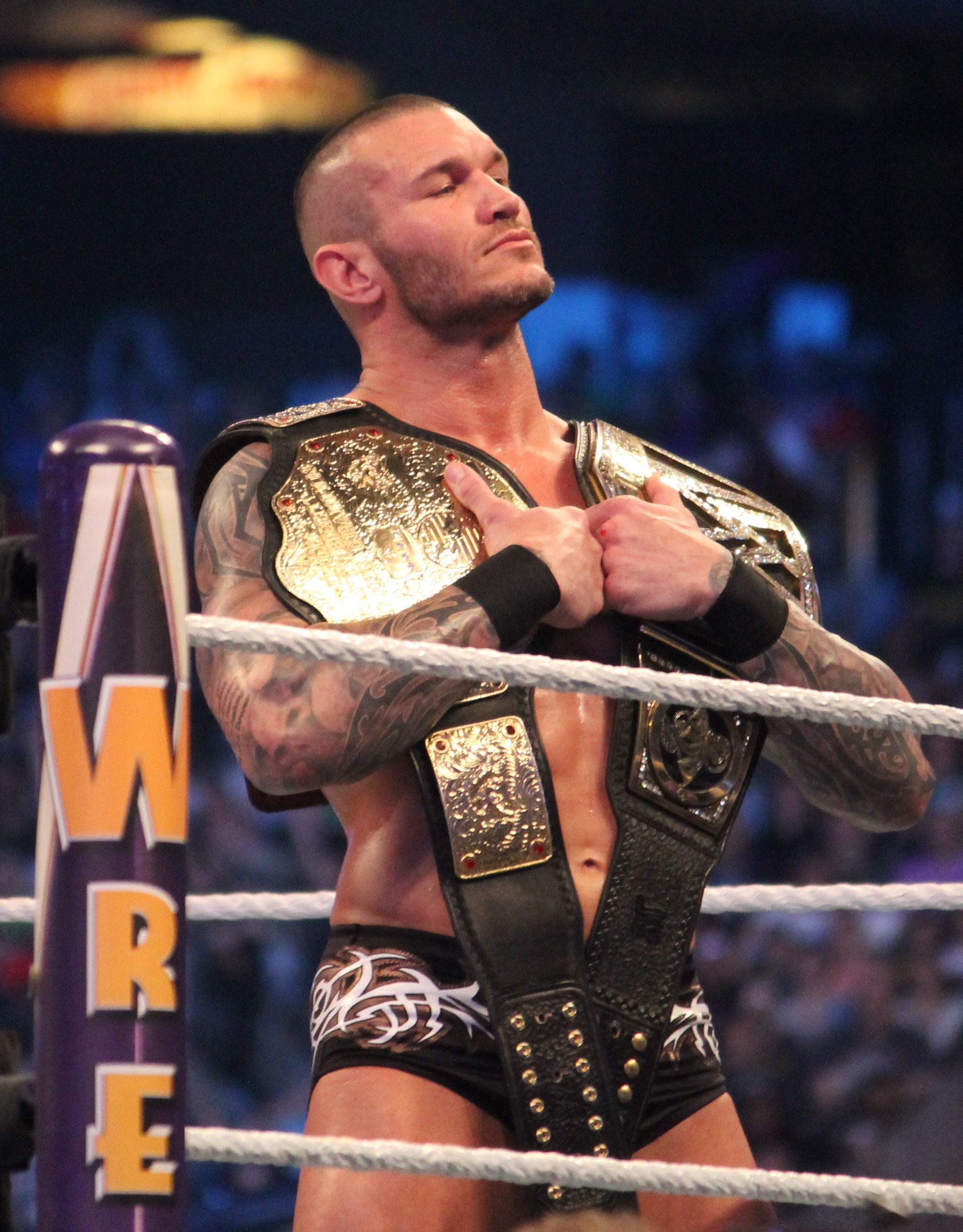
Orton con il WWE Championship (spalla sinistra), titolo che ha detenuto dieci volte in carriera, e con il World Heavyweight Championship (spalla destra), titolo che ha detenuto quattro volte in carriera

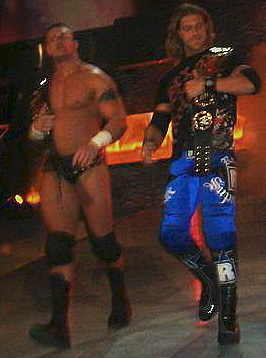
Orton con il World Tag Team Championship, titolo che ha detenuto una volta con Edge

  - Most Improved Wrestler of the Year (2004)
  - Most Hated Wrestler of the Year (2007, 2009)
  - Feud of the Year (2009) - vs. Triple H
  - Wrestler of the Year (2009, 2010)
  - Most Popular Wrestler of the Year (2010)
  - 1º tra i 500 migliori wrestler singoli nella PWI 500 (2008)
- Rolling Stone
  - Most Improbably Awesome Match of the Year (2017) - Team SmackDown vs. Team Raw a Survivor Series
- WWE
  - WWE Championship (10)[148]
  - World Heavyweight Championship (4)
  - WWE Raw Tag Team Championship (2) – con Riddle
  - WWE Intercontinental Championship (1)
  - WWE SmackDown Tag Team Championship (1) – con Bray Wyatt e Luke Harper[149]
  - WWE United States Championship (1)
  - World Tag Team Championship (1) – con Edge
  - Money in the Bank (edizione 2013)
  - Royal Rumble (edizione 2009 e 2017)
  - Triple Crown Champion
  - Grand Slam Champion (nuovo formato)
  - Slammy Award/Year–End Award (3)
    - Hashtag of the Year (edizione 2014) - #RKOOuttaNowhere
    - Shocking Moment of the Year (edizione 2018) - per aver infilato un cacciavite nell'orecchio di Jeff Hardy
    - Rivalry of the Year (edizione 2020) - vs. Edge
- Wrestling Observer Newsletter
  - Most Improved (2004)
  - Most Disgusting Promotional Tactic (2006) - frase sulla morte di Eddie Guerrero
  - Most Overrated (2013)
  - Worst Feud of the Year (2013) - The Authority vs. Big Show
  - Worst Feud of the Year (2017) - vs. Bray Wyatt
  - Worst Worked Match of the Year (2017) - vs. Bray Wyatt a WrestleMania 33

## Filmografia

### Film
- That's What I Am, regia di Mike Pavone (2011)
- Ancora 12 Rounds (12 Rounds 2: Reloaded), regia di Roel Reiné (2013)
- The Condemned - L'ultimo sopravvissuto (The Condemned 2), regia di Roel Reiné (2015)
- Changeland, regia di Seth Green (2019)

### Televisione
- Shooter - serie TV, episodio 1x05 (2016)

## Doppiatori italiani
- Alberto Angrisano in Ancora 12 Rounds
- Saverio Indrio in Shooter

## DVD dedicati
- Randy Orton - The Evolution of a Predator (2011)[150]
- WWE Superstar Collection - Randy Orton (2012)[150]